# Llista de topònims d'Agramunt
Llista de topònims (noms propis de lloc) del municipi d'Agramunt, a l'Urgell
Informació actualitzada per un bot. Els canvis manuals es perdran quan s'actualitzi!

## cabana
| imatge | Nom                      | Ubicat a | instància de | Detalls | coordenades                                                         | Protecció | Commons (més fotos) | Dades a WD                    |
| ------ | ------------------------ | -------- | ------------ | ------- | ------------------------------------------------------------------- | --------- | ------------------- | ----------------------------- |
|        | cabana de Bernaus        | Agramunt | cabana       |         | 41° 51′ 01″ N, 1° 01′ 50″ E / 41.8504011964857°N,1.03042025022349°E |           |                     | Modifica les dades a Wikidata |
|        | cabana de Reixecs        | Agramunt | cabana       |         | 41° 50′ 29″ N, 1° 01′ 26″ E / 41.8412993146255°N,1.02381030410751°E |           |                     | Modifica les dades a Wikidata |
|        | cabana del Borrell       | Agramunt | cabana       |         | 41° 44′ 45″ N, 1° 01′ 29″ E / 41.7458037390733°N,1.02480637345543°E |           |                     | Modifica les dades a Wikidata |
|        | cabana del Ris           | Agramunt | cabana       |         | 41° 44′ 50″ N, 1° 01′ 41″ E / 41.7472574525903°N,1.02816527780637°E |           |                     | Modifica les dades a Wikidata |
|        | cabana del Vilalta       | Agramunt | cabana       |         | 41° 44′ 51″ N, 1° 01′ 32″ E / 41.7474902499277°N,1.02546422189239°E |           |                     | Modifica les dades a Wikidata |
|        | cobert del Bernaus       | Agramunt | cabana       |         | 41° 44′ 26″ N, 1° 00′ 43″ E / 41.7406081580855°N,1.01182213651914°E |           |                     | Modifica les dades a Wikidata |
|        | cobert del Ginestar      | Agramunt | cabana       |         | 41° 43′ 52″ N, 1° 02′ 00″ E / 41.7310896589934°N,1.03334911729967°E |           |                     | Modifica les dades a Wikidata |
|        | cobert del Llordes       | Agramunt | cabana       |         | 41° 44′ 00″ N, 1° 01′ 04″ E / 41.7332831454541°N,1.01791574558406°E |           |                     | Modifica les dades a Wikidata |
|        | cobert del Marçà         | Agramunt | cabana       |         | 41° 43′ 37″ N, 1° 02′ 22″ E / 41.7268240379726°N,1.03934629883399°E |           |                     | Modifica les dades a Wikidata |
|        | cobert del Novell        | Agramunt | cabana       |         | 41° 44′ 08″ N, 1° 01′ 26″ E / 41.7355227700249°N,1.02401529251383°E |           |                     | Modifica les dades a Wikidata |
|        | cobert del Ripoll        | Agramunt | cabana       |         | 41° 44′ 41″ N, 1° 02′ 43″ E / 41.7448232994236°N,1.04541288715365°E |           |                     | Modifica les dades a Wikidata |
|        | cobert del Soler         | Agramunt | cabana       |         | 41° 44′ 48″ N, 1° 01′ 56″ E / 41.7467874368227°N,1.03226862204957°E |           |                     | Modifica les dades a Wikidata |
|        | cobert del Vall-llebrera | Agramunt | cabana       |         | 41° 44′ 45″ N, 1° 01′ 58″ E / 41.7458666400169°N,1.03266956008673°E |           |                     | Modifica les dades a Wikidata |

## carrer
| imatge | Nom                      | Ubicat a | instància de | Detalls                     | coordenades                                          | Protecció                                  | Commons (més fotos)            | Dades a WD                    |
| ------ | ------------------------ | -------- | ------------ | --------------------------- | ---------------------------------------------------- | ------------------------------------------ | ------------------------------ | ----------------------------- |
|        | Carrer Sabateria de Baix | Agramunt | carrer       | Estil: arquitectura popular | 41° 47′ 12″ N, 1° 05′ 57″ E / 41.786793°N,1.099036°E | bé integrant del patrimoni cultural català | Carrer Sabateria de Baix       | Modifica les dades a Wikidata |
|        | carrer de Sant Joan      | Agramunt | carrer       | Estil: arquitectura popular | 41° 47′ 17″ N, 1° 05′ 55″ E / 41.788001°N,1.098509°E | bé integrant del patrimoni cultural català | Carrer de Sant Joan (Agramunt) | Modifica les dades a Wikidata |

## casa
| imatge | Nom                                 | Ubicat a | instància de | Detalls                                                  | coordenades                                                                 | Protecció                                  | Commons (més fotos)                 | Dades a WD                    |
| ------ | ----------------------------------- | -------- | ------------ | -------------------------------------------------------- | --------------------------------------------------------------------------- | ------------------------------------------ | ----------------------------------- | ----------------------------- |
|        | Ca l'Amball                         | Agramunt | casa         | Estil: arquitectura popular Estat: enderrocat o destruït | 41° 47′ 15″ N, 1° 05′ 49″ E / 41.7876188°N,1.0968942°E                      | bé integrant del patrimoni cultural català | Ca l'Amball                         | Modifica les dades a Wikidata |
|        | Cal Guapo                           | Agramunt | casa         | Estil: arquitectura popular 18th century                 | 41° 47′ 18″ N, 1° 05′ 56″ E / 41.788217°N,1.09881°E ca:C. Sant Joan, 21     | bé integrant del patrimoni cultural català | Cal Guapo                           | Modifica les dades a Wikidata |
|        | Cal Mundi                           | Agramunt | casa         | Estil: arquitectura eclèctica                            | 41° 47′ 16″ N, 1° 05′ 55″ E / 41.787809°N,1.098525°E                        | bé integrant del patrimoni cultural català | Cal Mundi                           | Modifica les dades a Wikidata |
|        | Cal Torres                          | Mafet    | casa         | Estil: arquitectura barroca                              | 41° 48′ 26″ N, 1° 04′ 47″ E / 41.807136°N,1.079744°E                        | bé integrant del patrimoni cultural català | Cal Torres (Agramunt)               | Modifica les dades a Wikidata |
|        | Casa Enraní                         | Agramunt | casa         | Estil: arquitectura barroca                              | 41° 47′ 15″ N, 1° 05′ 50″ E / 41.787577°N,1.097166°E ca:Plaça Amball, 19-20 | bé integrant del patrimoni cultural català | Casa Enraní (Agramunt)              | Modifica les dades a Wikidata |
|        | Casa Reinald                        | Agramunt | casa         | Estil: arquitectura barroca                              | 41° 48′ 29″ N, 1° 04′ 49″ E / 41.808102°N,1.080213°E 343 msnm               | bé integrant del patrimoni cultural català | Casa Reinald (Agramunt)             | Modifica les dades a Wikidata |
|        | edifici carrer Estudis Nous 3, 5, 7 | Agramunt | casa         | Estil: arquitectura barroca                              | 41° 47′ 12″ N, 1° 05′ 59″ E / 41.786702°N,1.099691°E                        | bé integrant del patrimoni cultural català | Edifici Carrer Estudis Nous 3, 5, 7 | Modifica les dades a Wikidata |

## castell
| imatge | Nom                            | Ubicat a          | instància de             | Detalls                                          | coordenades                                                                                   | Protecció                                            | Commons (més fotos)          | Dades a WD                    |
| ------ | ------------------------------ | ----------------- | ------------------------ | ------------------------------------------------ | --------------------------------------------------------------------------------------------- | ---------------------------------------------------- | ---------------------------- | ----------------------------- |
|        | Castell d'Agramunt             | Agramunt          | castell                  |                                                  | 41° 47′ 14″ N, 1° 05′ 48″ E / 41.787253°N,1.096566°E 246 msnm                                 | bé d'interès cultural bé cultural d'interès nacional | Castell d'Agramunt           | Modifica les dades a Wikidata |
|        | Castell de Montclar            | Montclar d'Urgell | castell hospital militar | Estil: arquitectura del Renaixement 13rd century | 41° 50′ 51″ N, 1° 02′ 31″ E / 41.847539°N,1.041979°E ca:Barons de Montclar, 1 470 msnm        | bé d'interès cultural bé cultural d'interès nacional | Castell de Montclar d'Urgell | Modifica les dades a Wikidata |
|        | Castell de la Donzell d'Urgell | Agramunt          | castell                  | 16th century                                     | 41° 50′ 07″ N, 1° 05′ 35″ E / 41.835178°N,1.092923°E ca:Nucli de la Donzell d'Urgell 458 msnm | bé d'interès cultural bé cultural d'interès nacional | Castell de la Donzell        | Modifica les dades a Wikidata |

## conjunt urbà
| imatge | Nom                                     | Ubicat a | instància de | Detalls | coordenades                                                                                    | Protecció | Commons (més fotos) | Dades a WD                    |
| ------ | --------------------------------------- | -------- | ------------ | ------- | ---------------------------------------------------------------------------------------------- | --------- | ------------------- | ----------------------------- |
|        | Cases i coberts del carrer Sió          | Agramunt | conjunt urbà |         | 41° 47′ 13″ N, 1° 05′ 55″ E / 41.78687286376953°N,1.098567008972168°E ca:Carrer Sió            |           |                     | Modifica les dades a Wikidata |
|        | Cases i coberts del carrer de Sant Joan | Agramunt | conjunt urbà |         | 41° 47′ 15″ N, 1° 05′ 55″ E / 41.787628173828125°N,1.0987060070037842°E ca:Carrer de Sant Joan |           |                     | Modifica les dades a Wikidata |

## edifici
| imatge | Nom                            | Ubicat a    | instància de | Detalls                     | coordenades                                                                            | Protecció                                  | Commons (més fotos)            | Dades a WD                    |
| ------ | ------------------------------ | ----------- | ------------ | --------------------------- | -------------------------------------------------------------------------------------- | ------------------------------------------ | ------------------------------ | ----------------------------- |
|        | Antigues Escoles de Mafet      | Agramunt    | edifici      | Estil: arquitectura popular | 41° 48′ 30″ N, 1° 04′ 48″ E / 41.808234°N,1.079883°E 350 msnm                          | bé cultural d'interès local                | Antigues Escoles de Mafet      | Modifica les dades a Wikidata |
|        | Escorxador d'Agramunt          | Agramunt    | edifici      | Estil: arquitectura popular | 41° 47′ 17″ N, 1° 06′ 02″ E / 41.788194°N,1.100663°E                                   | bé cultural d'interès local                | Escorxador d'Agramunt          | Modifica les dades a Wikidata |
|        | Recinte de la Donzell d'Urgell | Agramunt    | edifici      | Estil: arquitectura popular | 41° 50′ 06″ N, 1° 05′ 34″ E / 41.834969°N,1.092916°E                                   | bé integrant del patrimoni cultural català | Recinte de la Donzell d'Urgell | Modifica les dades a Wikidata |
|        | castell de les Puelles         | les Puelles | edifici      |                             | 41° 48′ 03″ N, 1° 07′ 46″ E / 41.800771°N,1.129322°E ca:Les Puelles. Carrer dels Horts |                                            | Castell de les Puelles         | Modifica les dades a Wikidata |

## edifici residencial
| imatge | Nom          | Ubicat a | instància de        | Detalls | coordenades                                                                                          | Protecció | Commons (més fotos) | Dades a WD                    |
| ------ | ------------ | -------- | ------------------- | ------- | --- | --------- | ------------------- | ----------------------------- |
|        | Cal Galzeran | Agramunt | edifici residencial |         | 41° 47′ 14″ N, 1° 05′ 37″ E / 41.78722381591797°N,1.0936110019683838°E ca:Carrer del Control         |           |                     | Modifica les dades a Wikidata |
|        | l'Acadèmia   | Agramunt | edifici residencial |         | 41° 47′ 11″ N, 1° 06′ 00″ E / 41.78642654418945°N,1.099890947341919°E ca:Carrer Raval de Puigverd, 2 |           |                     | Modifica les dades a Wikidata |

## ens local històric de Catalunya
| imatge | Nom                        | Ubicat a | instància de                                     | Detalls | coordenades | Protecció | Commons (més fotos)        | Dades a WD                    |
| ------ | -------------------------- | -------- | ------------------------------------------------ | ------- | --- | --------- | -------------------------- | ----------------------------- |
|        | Almenara Baixa             | Agramunt | ens local històric de Catalunya assentament humà | 0 hab   | 41° 44′ 07″ N, 1° 01′ 43″ E / 41.7351563°N,1.0287264°E                                                          |           |                            | Modifica les dades a Wikidata |
|        | Rocabertí de Sant Salvador | Agramunt | ens local històric de Catalunya despoblat        | 0 hab   | 41° 50′ 07″ N, 1° 06′ 38″ E / 41.835411°N,1.110645°E ca:Camí de Rocabertí, des de l'ermita de Sant Roc 443 msnm |           | Rocabertí de Sant Salvador | Modifica les dades a Wikidata |

## entitat singular de població
| imatge | Nom                 | Ubicat a | instància de                                   | Detalls                   | coordenades                                                                                           | Protecció | Commons (més fotos) | Dades a WD                    |
| ------ | ------------------- | -------- | ---------------------------------------------- | ------------------------- | --- | --------- | ------------------- | ----------------------------- |
|        | Agramunt            | Agramunt | entitat singular de població capital municipal | 5401 hab                  | 41° 47′ 13″ N, 1° 05′ 49″ E / 41.78686°N,1.09683°E 336 msnm                                           |           |                     | Modifica les dades a Wikidata |
|        | Almenara Alta       | Agramunt | entitat singular de població                   | 9 hab                     | 41° 44′ 27″ N, 1° 03′ 18″ E / 41.74076667°N,1.05506667°E 327 msnm                                     |           |                     | Modifica les dades a Wikidata |
|        | Mafet               | Agramunt | entitat singular de població                   | 64 hab                    | 41° 48′ 30″ N, 1° 04′ 46″ E / 41.80827778°N,1.079375°E ca:Ctra. C-14, km 91,5 337 msnm                |           | Mafet               | Modifica les dades a Wikidata |
|        | Montclar d'Urgell   | Agramunt | entitat singular de població                   | 88 hab Superfície: 9.5km² | 41° 50′ 54″ N, 1° 02′ 29″ E / 41.848397329861°N,1.0414343651947°E 470 msnm                            |           | Montclar d'Urgell   | Modifica les dades a Wikidata |
|        | la Donzell d'Urgell | Agramunt | entitat singular de població                   | 19 hab                    | 41° 50′ 06″ N, 1° 05′ 37″ E / 41.83500833°N,1.09365556°E ca:Ctra. LV-3023, km 3 456 msnm              |           | Donzell d'Urgell    | Modifica les dades a Wikidata |
|        | les Puelles         | Agramunt | entitat singular de població                   | 11 hab                    | 41° 48′ 02″ N, 1° 07′ 46″ E / 41.80058056°N,1.129525°E ca:Carretera d'Agramunt a les Puelles 349 msnm |           |                     | Modifica les dades a Wikidata |

## església
| imatge | Nom                                        | Ubicat a | instància de     | Detalls                                                    | coordenades                                                                           | Protecció                                            | Commons (més fotos)                        | Dades a WD                    |
| ------ | ------------------------------------------ | -------- | ---------------- | ---------------------------------------------------------- | ------------------------------------------------------------------------------------- | ---------------------------------------------------- | ------------------------------------------ | ----------------------------- |
|        | Sant Domènec de les Puelles                | Agramunt | església         | Estil: arquitectura neoclàssica                            | 41° 48′ 02″ N, 1° 07′ 46″ E / 41.80056°N,1.12958°E                                    | bé integrant del patrimoni cultural català           |                                            | Modifica les dades a Wikidata |
|        | Sant Jaume de Cal Trepat                   | Agramunt | església capella |                                                            | 41° 45′ 56″ N, 1° 01′ 15″ E / 41.7654301854255°N,1.02070361699041°E                   |                                                      |                                            | Modifica les dades a Wikidata |
|        | Sant Jaume de Montclar                     | Agramunt | església         | Estil: arquitectura barroca 1628 Dedicat a: Jaume el Major | 41° 50′ 52″ N, 1° 02′ 32″ E / 41.847701°N,1.042285°E Montclar d'Urgell 470 msnm       | bé integrant del patrimoni cultural català           | Església de Sant Jaume (Montclar d'Urgell) | Modifica les dades a Wikidata |
|        | Sant Llorenç de Mafet                      | Agramunt | església         | Estil: arquitectura barroca                                | 41° 48′ 30″ N, 1° 04′ 48″ E / 41.80847°N,1.079937°E                                   | bé cultural d'interès local                          | Sant Llorenç de Mafet                      | Modifica les dades a Wikidata |
|        | Sant Pere de la Donzell d'Urgell           | Agramunt | església         | Estil: arquitectura barroca                                | 41° 50′ 07″ N, 1° 05′ 37″ E / 41.835238°N,1.093625°E                                  | bé integrant del patrimoni cultural català           | Església de Sant Pere (Donzell d'Urgell)   | Modifica les dades a Wikidata |
|        | Sant Roc de la Donzell                     | Agramunt | església ermita  | Estil: arquitectura popular 20th century                   | 41° 50′ 15″ N, 1° 05′ 45″ E / 41.837478888889°N,1.0956961111111°E la Donzell d'Urgell | bé integrant del patrimoni cultural català           | Sant Roc de la Donzell                     | Modifica les dades a Wikidata |
|        | Sant Salvador d'Almenara                   | Agramunt | església         | Estil: arquitectura romànica                               | 41° 44′ 27″ N, 1° 03′ 19″ E / 41.740773°N,1.055175°E                                  | bé integrant del patrimoni cultural català           | Sant Salvador d'Almenara                   | Modifica les dades a Wikidata |
|        | Sant Vicenç d'Almenara                     | Agramunt | església         |                                                            | 41° 45′ 11″ N, 1° 04′ 06″ E / 41.753126°N,1.068285°E                                  | bé integrant del patrimoni cultural català           | Sant Vicenç d'Almenara                     | Modifica les dades a Wikidata |
|        | Santa Maria d'Agramunt                     | Agramunt | església         | Estil: arquitectura romànica arquitectura gòtica           | 41° 47′ 14″ N, 1° 05′ 56″ E / 41.78720278°N,1.09899444°E                              | bé cultural d'interès nacional bé d'interès cultural | Santa Maria d'Agramunt                     | Modifica les dades a Wikidata |
|        | capella de la Verge dels Socors d'Agramunt | Agramunt | església         | Estil: gòtic tardà                                         | 41° 46′ 59″ N, 1° 05′ 53″ E / 41.783004°N,1.098186°E                                  | bé integrant del patrimoni cultural català           | Capella de la Verge dels Socors d'Agramunt | Modifica les dades a Wikidata |

## estructura arquitectònica
| imatge | Nom                            | Ubicat a | instància de              | Detalls | coordenades | Protecció | Commons (més fotos) | Dades a WD                    |
| ------ | ------------------------------ | -------- | ------------------------- | ------- | --- | --------- | ------------------- | ----------------------------- |
|        | Antic mercat (Espai Guinovart) | Agramunt | estructura arquitectònica |         | 41° 47′ 15″ N, 1° 05′ 53″ E / 41.78754425048828°N,1.09797203540802°E ca:Plaça del Mercat                            |           |                     | Modifica les dades a Wikidata |
|        | Muralla d'Agramunt             | Agramunt | estructura arquitectònica |         | 41° 47′ 11″ N, 1° 05′ 48″ E / 41.78650665283203°N,1.0966750383377075°E ca:Carrer de la Muralla                      |           |                     | Modifica les dades a Wikidata |
|        | Portal de la Donzell d'Urgell  | Agramunt | estructura arquitectònica |         | 41° 50′ 06″ N, 1° 05′ 36″ E / 41.83512115478515°N,1.093322992324829°E ca:La Donzell d'Urgell. Plaça de la Redempció |           |                     | Modifica les dades a Wikidata |

## masia
| imatge | Nom                   | Ubicat a | instància de | Detalls | coordenades                                                                                  | Protecció | Commons (més fotos) | Dades a WD                    |
| ------ | --------------------- | -------- | ------------ | ------- | -------------------------------------------------------------------------------------------- | --------- | ------------------- | ----------------------------- |
|        | Ca l'Escampa          | Agramunt | masia        |         | 41° 45′ 48″ N, 1° 04′ 40″ E / 41.763450329807°N,1.077703086127°E                             |           |                     | Modifica les dades a Wikidata |
|        | Ca l'Isidori          | Agramunt | masia        |         | 41° 45′ 48″ N, 1° 04′ 01″ E / 41.763268704184°N,1.066882099929°E                             |           |                     | Modifica les dades a Wikidata |
|        | Cal Borres            | Agramunt | masia        |         | 41° 45′ 18″ N, 1° 02′ 57″ E / 41.754862176222°N,1.0490928287109°E                            |           |                     | Modifica les dades a Wikidata |
|        | Cal Fino              | Agramunt | masia        |         | 41° 45′ 48″ N, 0° 59′ 56″ E / 41.7632215729353°N,0.998757720732731°E                         |           |                     | Modifica les dades a Wikidata |
|        | Cal Mariana           | Agramunt | masia        |         | 41° 44′ 02″ N, 1° 03′ 29″ E / 41.7338335347158°N,1.05804672026579°E                          |           |                     | Modifica les dades a Wikidata |
|        | Cal Martorell         | Agramunt | masia        |         | 41° 47′ 59″ N, 1° 04′ 35″ E / 41.7998427497888°N,1.07629941848053°E                          |           |                     | Modifica les dades a Wikidata |
|        | Cal Martí de la Serra | Agramunt | masia        |         | 41° 45′ 29″ N, 1° 02′ 59″ E / 41.7580892297781°N,1.04961716177942°E                          |           |                     | Modifica les dades a Wikidata |
|        | Cal Morer             | Agramunt | masia        |         | 41° 45′ 51″ N, 0° 59′ 59″ E / 41.7640670986536°N,0.999729889188847°E                         |           |                     | Modifica les dades a Wikidata |
|        | Cal Tallador          | Agramunt | masia        |         | 41° 46′ 31″ N, 1° 05′ 13″ E / 41.7753134083°N,1.0869740433004°E                              |           |                     | Modifica les dades a Wikidata |
|        | Cal Trepat de Baix    | Agramunt | masia        |         | 41° 46′ 30″ N, 1° 00′ 53″ E / 41.774989020407°N,1.0147945732628°E                            |           |                     | Modifica les dades a Wikidata |
|        | Cal Trepat de Dalt    | Agramunt | masia        |         | 41° 46′ 20″ N, 1° 01′ 02″ E / 41.772330109244°N,1.0172827923791°E                            |           |                     | Modifica les dades a Wikidata |
|        | Clot de Bandera       | Agramunt | masia        |         | 41° 47′ 12″ N, 1° 03′ 32″ E / 41.786551626459°N,1.0589623533285°E                            |           |                     | Modifica les dades a Wikidata |
|        | Hort del Siscar       | Agramunt | masia        |         | 41° 47′ 28″ N, 1° 05′ 40″ E / 41.79098892211914°N,1.0945329666137695°E ca:Camí vell de Mafet |           |                     | Modifica les dades a Wikidata |
|        | Marrugat              | Agramunt | masia        |         | 41° 47′ 26″ N, 1° 04′ 59″ E / 41.7906521878252°N,1.08306096652717°E                          |           |                     | Modifica les dades a Wikidata |
|        | Mas Daurador          | Agramunt | masia        |         | 41° 45′ 46″ N, 1° 02′ 34″ E / 41.762861445236°N,1.0428358217788°E                            |           |                     | Modifica les dades a Wikidata |
|        | Mas d'en Palau        | Agramunt | masia        |         | 41° 50′ 43″ N, 1° 07′ 09″ E / 41.8452884245075°N,1.11921504349317°E                          |           |                     | Modifica les dades a Wikidata |
|        | Mas de Muntada        | Agramunt | masia        |         | 41° 45′ 34″ N, 1° 04′ 33″ E / 41.7594838986518°N,1.07570134728185°E                          |           |                     | Modifica les dades a Wikidata |
|        | Masia Jolonc          | Agramunt | masia        |         | 41° 43′ 32″ N, 1° 02′ 39″ E / 41.7254487048342°N,1.0442571875374°E                           |           |                     | Modifica les dades a Wikidata |
|        | Masia Vella           | Agramunt | masia        |         | 41° 44′ 07″ N, 1° 02′ 51″ E / 41.7352379631945°N,1.04738702734358°E                          |           |                     | Modifica les dades a Wikidata |
|        | Masia de Cal Pera     | Agramunt | masia        |         | 41° 47′ 34″ N, 1° 03′ 46″ E / 41.7927243709386°N,1.06270824162933°E                          |           |                     | Modifica les dades a Wikidata |
|        | Masia de la Casa Nova | Agramunt | masia        |         | 41° 44′ 20″ N, 1° 02′ 48″ E / 41.7388806530224°N,1.04656717751571°E                          |           |                     | Modifica les dades a Wikidata |
|        | Masia de les Comes    | Agramunt | masia        |         | 41° 44′ 41″ N, 1° 00′ 57″ E / 41.7446326247387°N,1.01590701268798°E                          |           |                     | Modifica les dades a Wikidata |
|        | Masia del Pipó        | Agramunt | masia        |         | 41° 44′ 12″ N, 1° 04′ 03″ E / 41.736531192818°N,1.06740462408428°E                           |           |                     | Modifica les dades a Wikidata |
|        | Masia del Rita        | Agramunt | masia        |         | 41° 47′ 51″ N, 1° 06′ 00″ E / 41.7975173107185°N,1.09999542476041°E                          |           |                     | Modifica les dades a Wikidata |
|        | Serrallonga           | Agramunt | masia        |         | 41° 48′ 10″ N, 1° 06′ 50″ E / 41.802776882054°N,1.1138416095482°E                            |           |                     | Modifica les dades a Wikidata |
|        | el Sot                | Agramunt | masia        |         | 41° 47′ 33″ N, 1° 04′ 22″ E / 41.7926343360813°N,1.07288048746665°E                          |           |                     | Modifica les dades a Wikidata |
|        | lo Ciment             | Agramunt | masia        |         | 41° 50′ 58″ N, 1° 03′ 21″ E / 41.8493767125568°N,1.05591603259872°E                          |           |                     | Modifica les dades a Wikidata |

## molí d'aigua
| imatge | Nom               | Ubicat a | instància de | Detalls                     | coordenades                                                   | Protecció                                  | Commons (més fotos) | Dades a WD                    |
| ------ | ----------------- | -------- | ------------ | --------------------------- | ------------------------------------------------------------- | ------------------------------------------ | ------------------- | ----------------------------- |
|        | Molí del Segarenc | Agramunt | molí d'aigua | Estil: arquitectura popular | 41° 47′ 28″ N, 1° 03′ 37″ E / 41.791071°N,1.060319°E 311 msnm | bé integrant del patrimoni cultural català |                     | Modifica les dades a Wikidata |
|        | Molí del Siscà    | Agramunt | molí d'aigua | Estil: arquitectura popular |                                                               | bé integrant del patrimoni cultural català |                     | Modifica les dades a Wikidata |

## monument
| imatge | Nom                                      | Ubicat a | instància de | Detalls | coordenades | Protecció | Commons (més fotos) | Dades a WD                    |
| ------ | ---------------------------------------- | -------- | ------------ | ------- | --- | --------- | ------------------- | ----------------------------- |
|        | Monument a l'Onze de Setembre            | Agramunt | monument     |         | 41° 47′ 15″ N, 1° 05′ 51″ E / 41.787471771240234°N,1.0975539684295654°E ca:Plaça Onze de Setembre                      |           |                     | Modifica les dades a Wikidata |
|        | Monument a la Dona (La Donzell d'Urgell) | Agramunt | monument     |         | 41° 50′ 07″ N, 1° 05′ 38″ E / 41.83527374267578°N,1.0938210487365725°E ca:La Donzell d'Urgell. Al costat de l'església |           |                     | Modifica les dades a Wikidata |
|        | Monument als Torronaires                 | Agramunt | monument     |         | 41° 47′ 05″ N, 1° 05′ 51″ E / 41.78481674194336°N,1.0975630283355713°E ca:Plaça del Torronaire                         |           |                     | Modifica les dades a Wikidata |
|        | Monument als Torrons                     | Agramunt | monument     |         | 41° 47′ 16″ N, 1° 05′ 54″ E / 41.78771209716797°N,1.0982789993286133°E ca:Plaça del Mercat                             |           |                     | Modifica les dades a Wikidata |
|        | les Tres Agulles                         | Agramunt | monument     |         | 41° 47′ 27″ N, 1° 05′ 45″ E / 41.7908821105957°N,1.0959559679031372°E ca:Safareigs d'Agramunt                          |           |                     | Modifica les dades a Wikidata |

## muntanya
| imatge | Nom                    | Ubicat a                     | instància de | Detalls                      | coordenades                                                                                   | Protecció | Commons (més fotos) | Dades a WD                    |
| ------ | ---------------------- | ---------------------------- | ------------ | ---------------------------- | --------------------------------------------------------------------------------------------- | --------- | ------------------- | ----------------------------- |
|        | Pilar d'Almenara       | Agramunt                     | muntanya     | Estil: arquitectura romànica | 41° 45′ 12″ N, 1° 04′ 02″ E / 41.7534156867°N,1.06724684153°E ca:Ctra. LV-3231, km 4 459 msnm |           | Lo Pilar d'Almenara | Modifica les dades a Wikidata |
|        | Tossal Roig            | Agramunt Puigverd d'Agramunt | muntanya     |                              | 41° 47′ 29″ N, 1° 06′ 59″ E / 41.79149444°N,1.11640278°E 356 msnm                             |           |                     | Modifica les dades a Wikidata |
|        | Tossal de les Peixeres | Agramunt                     | muntanya     |                              | 41° 46′ 44″ N, 1° 06′ 22″ E / 41.77888056°N,1.10606389°E 357.4 msnm                           |           |                     | Modifica les dades a Wikidata |
|        | Tossal del Nen         | Agramunt                     | muntanya     |                              | 41° 44′ 35″ N, 1° 03′ 23″ E / 41.74307222°N,1.05648611°E 361.1 msnm                           |           |                     | Modifica les dades a Wikidata |
|        | les Forques            | Agramunt                     | muntanya     |                              | 41° 50′ 53″ N, 1° 03′ 05″ E / 41.84804722°N,1.0512725°E 483 msnm                              |           |                     | Modifica les dades a Wikidata |

## polígon industrial
| imatge | Nom                         | Ubicat a | instància de       | Detalls | coordenades                                                         | Protecció | Commons (més fotos) | Dades a WD                    |
| ------ | --------------------------- | -------- | ------------------ | ------- | ------------------------------------------------------------------- | --------- | ------------------- | ----------------------------- |
|        | Polígon industrial Agramunt | Agramunt | polígon industrial |         | 41° 46′ 40″ N, 1° 05′ 54″ E / 41.7777478183372°N,1.09834128009184°E |           |                     | Modifica les dades a Wikidata |
|        | Polígon industrial La Torre | Agramunt | polígon industrial |         | 41° 46′ 36″ N, 1° 06′ 02″ E / 41.7767413920989°N,1.10065710193281°E |           |                     | Modifica les dades a Wikidata |

## pont
| imatge | Nom                      | Ubicat a | instància de | Detalls                                                              | coordenades                                                         | Protecció                   | Commons (més fotos)      | Dades a WD                    |
| ------ | ------------------------ | -------- | ------------ | -------------------------------------------------------------------- | ------------------------------------------------------------------- | --------------------------- | ------------------------ | ----------------------------- |
|        | Pont de Ferro d'Agramunt | Agramunt | pont         | Estil: arquitectura del ferro Travessa: Sió Hi passa: canal d'Urgell | 41° 47′ 07″ N, 1° 05′ 16″ E / 41.785145°N,1.087784°E                | bé cultural d'interès local | Pont de Ferro d'Agramunt | Modifica les dades a Wikidata |
|        | Pont de la Carretera     | Agramunt | pont         |                                                                      | 41° 46′ 33″ N, 1° 05′ 31″ E / 41.7757850893503°N,1.09186600322818°E |                             |                          | Modifica les dades a Wikidata |
|        | Pont de pedra d'Agramunt | Agramunt | pont         | Estil: arquitectura popular Travessa: Sió                            | 41° 47′ 05″ N, 1° 05′ 50″ E / 41.784697°N,1.09721°E                 | bé cultural d'interès local | Pont de pedra d'Agramunt | Modifica les dades a Wikidata |
|        | Pont del Camí de Mafet   | Agramunt | pont         |                                                                      | 41° 47′ 24″ N, 1° 05′ 43″ E / 41.7901077684718°N,1.09526813552356°E |                             |                          | Modifica les dades a Wikidata |
|        | Pont del Manetes         | Agramunt | pont         |                                                                      | 41° 47′ 09″ N, 1° 05′ 16″ E / 41.7859111366612°N,1.08770285641571°E |                             |                          | Modifica les dades a Wikidata |

## pou
| imatge | Nom                      | Ubicat a | instància de | Detalls                     | coordenades                                                            | Protecció                                  | Commons (més fotos) | Dades a WD                    |
| ------ | ------------------------ | -------- | ------------ | --------------------------- | ---------------------------------------------------------------------- | ------------------------------------------ | ------------------- | ----------------------------- |
|        | Pou de la pleta d'Enrerí | Agramunt | pou          | Estil: arquitectura popular |                                                                        | bé integrant del patrimoni cultural català |                     | Modifica les dades a Wikidata |
|        | pou de la plaça del Pou  | Agramunt | pou font     |                             | 41° 47′ 08″ N, 1° 05′ 52″ E / 41.78565306858462°N,1.0977530479431157°E |                                            | Pou (Agramunt)      | Modifica les dades a Wikidata |

## serra
| imatge | Nom                | Ubicat a                        | instància de | Detalls | coordenades                                                       | Protecció | Commons (més fotos) | Dades a WD                    |
| ------ | ------------------ | ------------------------------- | ------------ | ------- | ----------------------------------------------------------------- | --------- | ------------------- | ----------------------------- |
|        | Serra Púdia        | Foradada Agramunt               | serra        |         | 41° 50′ 54″ N, 1° 01′ 12″ E / 41.84841111°N,1.01994722°E 486 msnm |           |                     | Modifica les dades a Wikidata |
|        | Serra d'Agramunt   | Agramunt Castellserà            | serra        |         | 41° 45′ 35″ N, 1° 01′ 05″ E / 41.75984722°N,1.01806722°E          |           |                     | Modifica les dades a Wikidata |
|        | Serra de Montclar  | Artesa de Segre Agramunt        | serra        |         | 41° 51′ 01″ N, 1° 04′ 35″ E / 41.85018722°N,1.07649444°E 493 msnm |           | Serra de Montclar   | Modifica les dades a Wikidata |
|        | Serra de l'Espinal | Agramunt                        | serra        |         | 41° 50′ 13″ N, 1° 03′ 00″ E / 41.836875°N,1.04995278°E            |           |                     | Modifica les dades a Wikidata |
|        | Serra del Masvell  | Artesa de Segre Oliola Agramunt | serra        |         | 41° 51′ 22″ N, 1° 07′ 44″ E / 41.856146°N,1.1289°E 547 msnm       |           |                     | Modifica les dades a Wikidata |
|        | Serrat Gros        | Oliola Agramunt                 | serra        |         | 41° 50′ 43″ N, 1° 06′ 57″ E / 41.84540833°N,1.11584167°E 483 msnm |           |                     | Modifica les dades a Wikidata |
|        | serra d'Almenara   | Agramunt                        | serra        |         | 41° 45′ 02″ N, 1° 03′ 58″ E / 41.75049139°N,1.06615°E 411 msnm    |           |                     | Modifica les dades a Wikidata |

## vèrtex geodèsic
| imatge | Nom         | Ubicat a | instància de    | Detalls   | coordenades                                                       | Protecció | Commons (més fotos) | Dades a WD                    |
| ------ | ----------- | -------- | --------------- | --------- | ----------------------------------------------------------------- | --------- | ------------------- | ----------------------------- |
|        | Aumenara    | Agramunt | vèrtex geodèsic | Alt: 1.2m | 41° 45′ 12″ N, 1° 04′ 02″ E / 41.753328°N,1.067268°E 458.59 msnm  |           |                     | Modifica les dades a Wikidata |
|        | Pic Forques | Agramunt | vèrtex geodèsic | Alt: 1.2m | 41° 50′ 53″ N, 1° 03′ 05″ E / 41.848022°N,1.051264°E 483.351 msnm |           |                     | Modifica les dades a Wikidata |

## Misc
| imatge | Nom                                                     | Ubicat a                                     | instància de                             | Detalls                                                                | coordenades | Protecció                                            | Commons (més fotos)                   | Dades a WD                    |
| ------ | ------------------------------------------------------- | -------------------------------------------- | ---------------------------------------- | ---------------------------------------------------------------------- | --- | ---------------------------------------------------- | ------------------------------------- | ----------------------------- |
|        | Ajuntament d'Agramunt                                   | Agramunt                                     | casa consistorial                        | Estil: arquitectura barroca                                            | 41° 47′ 14″ N, 1° 05′ 56″ E / 41.787088°N,1.098882°E ca:Plaça de l'Església 337 msnm                                               | bé d'interès cultural bé cultural d'interès nacional | Ajuntament d'Agramunt                 | Modifica les dades a Wikidata |
|        | Aladrell                                                | Agramunt                                     | poble                                    |                                                                        | |                                                      |                                       | Modifica les dades a Wikidata |
|        | Escola Macià-Companys                                   | Agramunt                                     | edifici escolar                          | Estil: arquitectura moderna                                            | 41° 47′ 08″ N, 1° 05′ 58″ E / 41.785423278808594°N,1.0993239879608154°E ca:Agustí Ros, 3                                           |                                                      |                                       | Modifica les dades a Wikidata |
|        | Granja Ferran                                           | Agramunt                                     | granja                                   |                                                                        | 41° 43′ 56″ N, 1° 00′ 56″ E / 41.7323322688858°N,1.01552823912775°E                                                                |                                                      |                                       | Modifica les dades a Wikidata |
|        | Mina de Montclar                                        | Montclar d'Urgell Agramunt Foradada          | túnel obra hidràulica                    | 1861 Travessa: Serra de Montclar Hi passa: canal d'Urgell Llarg: 4917m | 41° 52′ 29″ N, 1° 01′ 59″ E / 41.874591°N,1.0331°E ca:Camí del canal d'Urgell                                                      |                                                      | Mina de Montclar                      | Modifica les dades a Wikidata |
|        | Obrador Xocolata Jolonch                                | Agramunt                                     | edifici públic                           |                                                                        | 41° 47′ 09″ N, 1° 05′ 50″ E / 41.785888671875°N,1.097251057624817°E ca:Avinguda Marià Jolonch, 5                                   |                                                      |                                       | Modifica les dades a Wikidata |
|        | Parc de Riella                                          | Agramunt                                     | jardí públic                             |                                                                        | 41° 46′ 58″ N, 1° 06′ 18″ E / 41.78285217285156°N,1.104923963546753°E ca:Avinguda Generalitat - Ctra. de Cervera                   |                                                      |                                       | Modifica les dades a Wikidata |
|        | Pou de gel d'Agramunt                                   | Agramunt                                     | pou de neu                               | Estil: arquitectura popular                                            | 41° 47′ 17″ N, 1° 06′ 09″ E / 41.788104°N,1.102598°E                                                                               | bé cultural d'interès local                          | Pou de gel d'Agramunt                 | Modifica les dades a Wikidata |
|        | Refugi antiaeri de l'església de Santa Maria d'Agramunt | Agramunt                                     | refugi antiaeri                          |                                                                        | 41° 47′ 17″ N, 1° 05′ 55″ E / 41.787921°N,1.098729°E ca:Plaça de l'Església, s/n                                                   |                                                      |                                       | Modifica les dades a Wikidata |
|        | Safareigs d'Agramunt                                    | Agramunt                                     | safareig                                 |                                                                        | 41° 47′ 26″ N, 1° 05′ 45″ E / 41.790679°N,1.095881°E                                                                               | bé cultural d'interès local                          | Safareigs d'Agramunt                  | Modifica les dades a Wikidata |
|        | Sió                                                     | Segarra Noguera Urgell                       | curs d'aigua                             | Desemboca: Segre Llarg: 77km                                           | 41° 41′ 12″ N, 1° 23′ 30″ E / 41.68653°N,1.3916069444444443°E 41° 48′ 04″ N, 0° 48′ 38″ E / 41.80124°N,0.8105361111111111°E        |                                                      | Sió River                             | Modifica les dades a Wikidata |
|        | Tarassó                                                 | Agramunt                                     | caseria                                  |                                                                        | 41° 44′ 31″ N, 1° 01′ 45″ E / 41.741910928229°N,1.0290420008897°E                                                                  |                                                      |                                       | Modifica les dades a Wikidata |
|        | antiga caseta de la bàscula                             | Agramunt                                     | edifici industrial                       |                                                                        | 41° 47′ 08″ N, 1° 05′ 52″ E / 41.78543472290039°N,1.0977139472961426°E ca:Plaça del Pou                                            |                                                      |                                       | Modifica les dades a Wikidata |
|        | canal d'Urgell                                          | Noguera Urgell Pla d'Urgell Garrigues Segrià | canal de reg                             | Desemboca: Segre Llarg: 144.2km                                        | 41° 55′ 47″ N, 1° 09′ 50″ E / 41.92977111111111°N,1.16391°E 41° 34′ 27″ N, 0° 34′ 37″ E / 41.57407111111111°N,0.5769580555555556°E |                                                      | Canal d'Urgell                        | Modifica les dades a Wikidata |
|        | castell d'Almenara                                      | Agramunt                                     | jaciment arqueològic torre de sentinella | Estil: arquitectura romànica 11st century                              | 41° 45′ 12″ N, 1° 04′ 01″ E / 41.75333333°N,1.06694444°E ca:al cim del Pilar d'Almenara 457 msnm                                   | bé d'interès cultural bé cultural d'interès nacional | Castell d'Almenara (Pilar d'Almenara) | Modifica les dades a Wikidata |
|        | escultura dedicada al torró                             | Agramunt                                     | obra escultòrica                         | 2024-08-30                                                             | 41° 47′ 06″ N, 1° 05′ 42″ E / 41.78493307532534°N,1.094968914985657°E                                                              |                                                      |                                       | Modifica les dades a Wikidata |
|        | l'Observatori                                           | Agramunt                                     | edifici històric monument                |                                                                        | 41° 50′ 53″ N, 1° 01′ 30″ E / 41.8481017152465°N,1.02501018913523°E                                                                |                                                      |                                       | Modifica les dades a Wikidata |
|        | necròpolis ibèrica d'Almenara                           | Agramunt                                     | necròpolis jaciment arqueològic          |                                                                        | 41° 44′ 44″ N, 1° 02′ 41″ E / 41.7456604688453°N,1.04485833616135°E                                                                |                                                      |                                       | Modifica les dades a Wikidata |
|        | plaça del Mercadal                                      | Agramunt                                     | plaça                                    | Estil: arquitectura del Renaixement                                    | 41° 47′ 14″ N, 1° 06′ 00″ E / 41.787269°N,1.099968°E ca:Plaça del Mercadal                                                         | bé cultural d'interès nacional                       | Plaça del Mercadal (Agramunt)         | Modifica les dades a Wikidata |
|        | sitja d'Agramunt                                        | Agramunt                                     | sitja                                    | Estil: Tipo B 1967 Superfície: 725m²                                   | 41° 46′ 50″ N, 1° 06′ 38″ E / 41.78058333333333°N,1.1104444444444443°E                                                             |                                                      |                                       | Modifica les dades a Wikidata |